# Herrenschwand

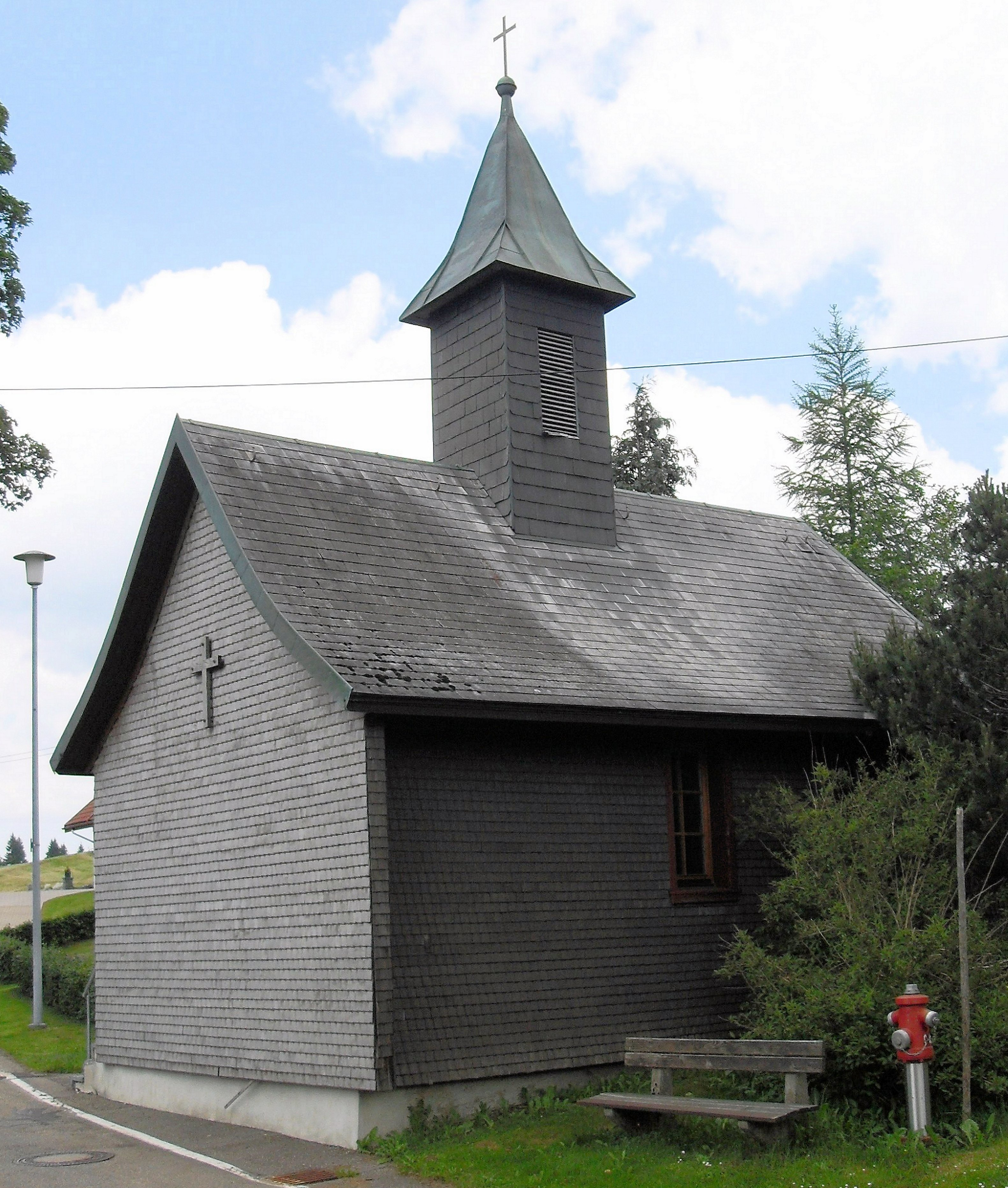
Kapelle St. Jacobus

Herrenschwand ist ein Dorf im Südschwarzwald und bildet zusammen mit dem Vorder- und Hinterdorf von Präg den Todtnauer Stadtteil Präg im baden-württembergischen Landkreis Lörrach, der einen gemeinsamen Ortschaftsrat hat.

## Lage
Herrenschwand liegt, von Wald umgeben, auf einem Hochplateau, umgeben von den höchsten Bergen des Schwarzwaldes auf einer Höhe von etwa 1011 m und besitzt einen etwa 850 m langen Skihang. Die Entfernung zum Feldberg beträgt etwa 25 Kilometer und zu Todtmoos sechs Kilometer. Durch Herrenschwand verläuft die schmale Passstraße, welche die Westrampe zum Weißenbachsattel darstellt. Von Schönau im Schwarzwald erreicht man Herrenschwand über die Fuchswaldstraße und das Tiergrüble.

## Geschichte
Der Ort wurde 1374 als Herunswanda genannt. Der Namensteil Schwand (=Swanda) wird von Schwend abgeleitet, d. h., es handelt sich um eine Rodungssiedlung. Im 14. und 15. Jahrhundert wird Herrenschwand als Lehen der Markgrafen von Hachberg-Sausenberg an die Herren von Bärenfels genannt. Später gehörte der Ort zum Kloster St. Blasien.
Seit 1809 bildete Herrenschwand mit Präg eine selbständige Gemeinde, die 1974 in die Stadt Todtnau eingemeindet wurde.

## Sonstiges
Beim Landeswettbewerb "Unser Dorf hat Zukunft - Unser Dorf soll schöner werden" (2005/2006) erhielt Herrenschwand "für herausragende Leistungen in Dorf, Landschaft und Gemeinschaft eine Auszeichnung in Gold". Die Dorfgemeinschaft wirbt als "eines der letzten typischen, malerischen Schwarzwalddörfer" um Touristen.
Früher gab es eine Dorfschule und Einkaufsmöglichkeiten, die inzwischen nicht mehr existieren. Dafür hat es in den letzten Jahren Anstrengungen gegeben, Kur- und Wellnessangebote einzurichten. So gibt es in Herrenschwand beispielsweise einen Kneippgang in einem Bach.
Wohl berühmtester Hausbesitzer war in der Vergangenheit Jörg Kachelmann, der in Herrenschwand ein Haus besaß und dort auch eine kleine Wetterstation installiert hatte.
Die Skifreunde Herrenschwand 1969 e. V. veranstalteten von 2005 bis 2008 auch einen Sommer-Berglauf bei dem auf einer Strecke von 3500 Metern eine Höhendifferenz von 500 Metern zu bewältigen war.